# Haus Buddenburg

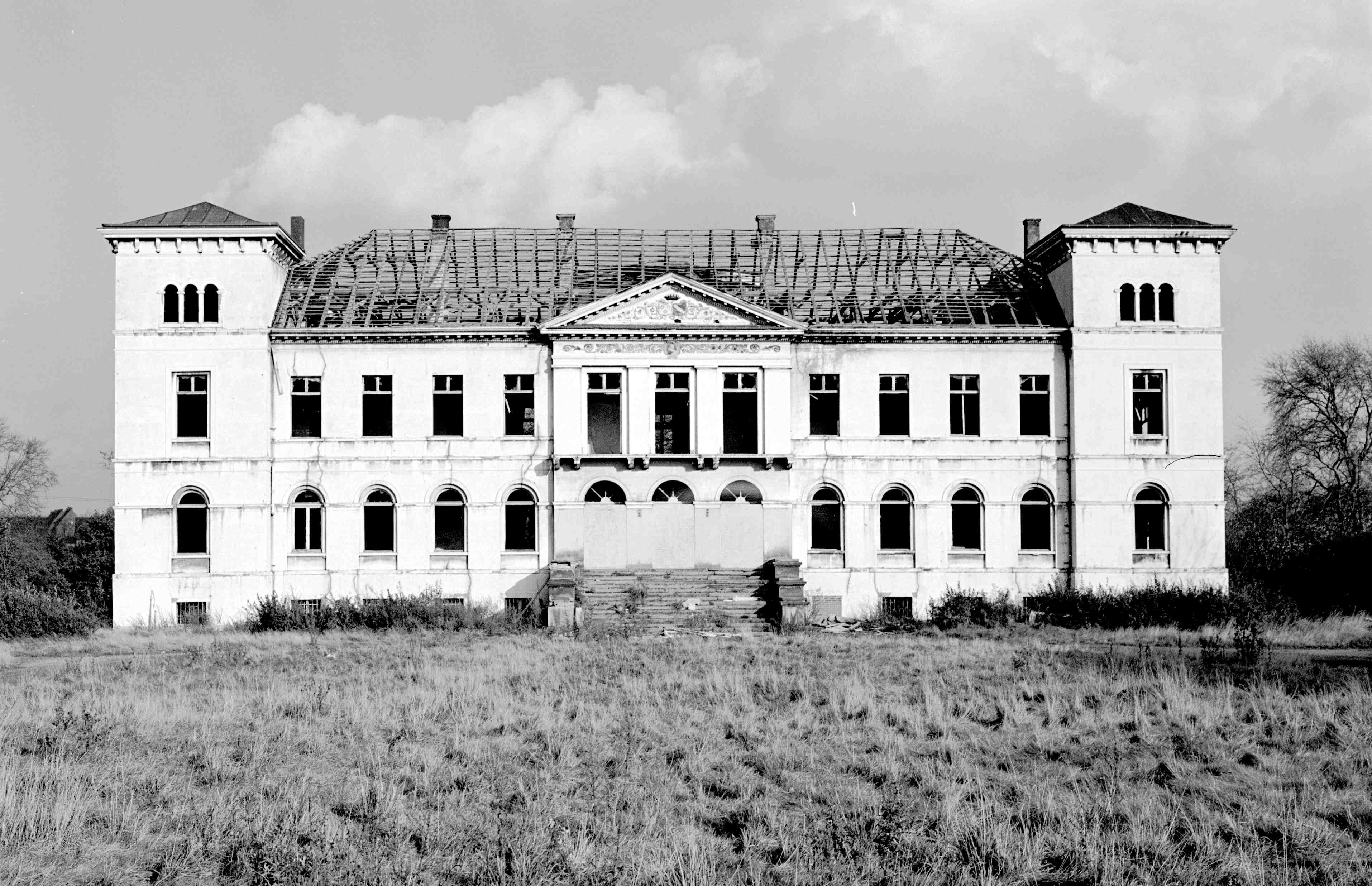
Schloss Buddenburg im November 1977 vor dem Abriss

Das Haus Buddenburg befand sich im Ortsteil Lippholthausen der Stadt Lünen im Kreis Unna. Das um 1845 errichtete klassizistische Schloss wurde 1977 nach langer Verwahrlosung wegen Baufälligkeit abgerissen.

## Geschichte

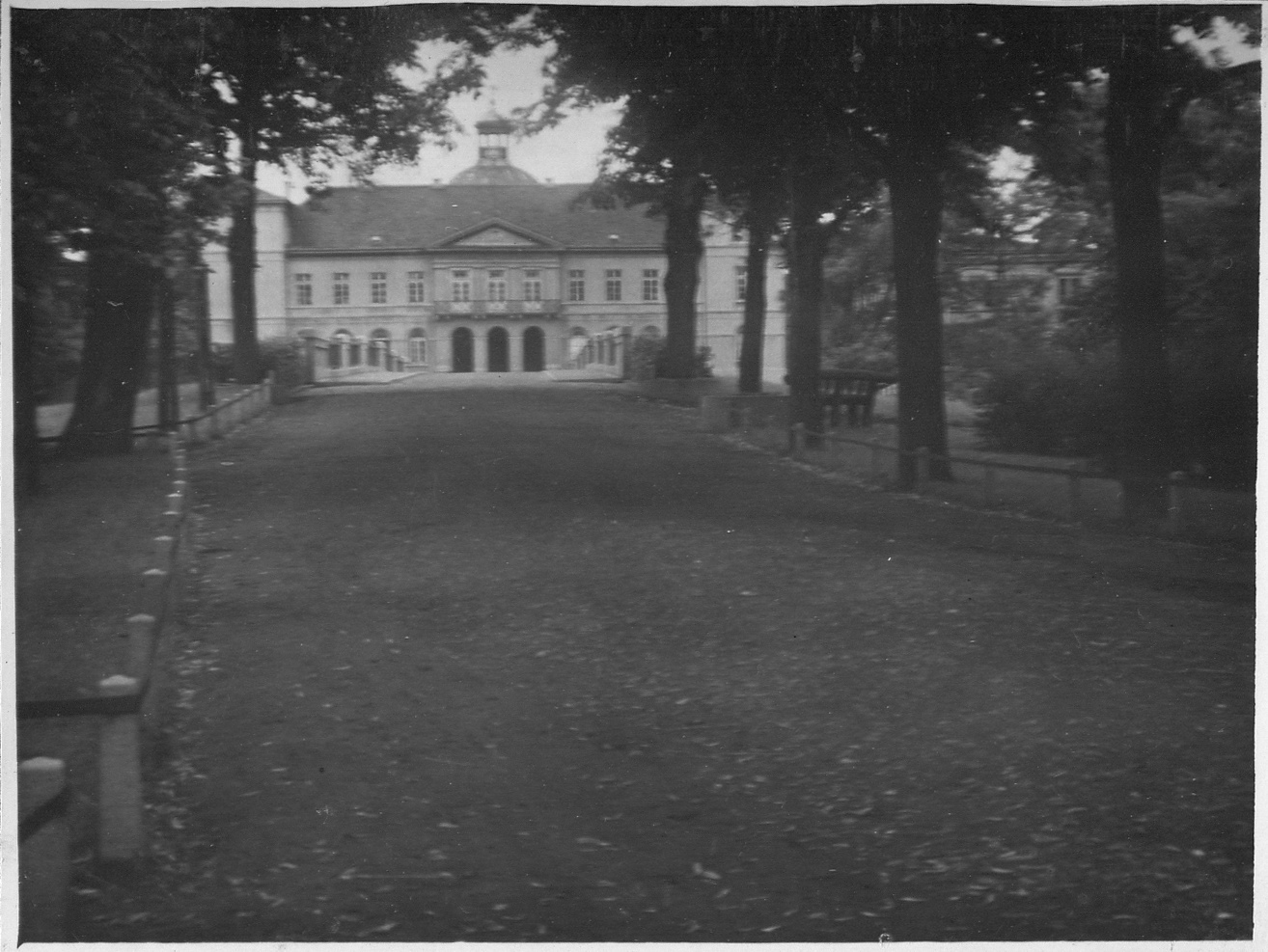
Haus Buddenburg Mitte der 1930er Jahre

Das Haus Buddenburg (niederdeutsch: Boddebürch) wurde 1293 erstmals erwähnt. Es war von den Brüdern Gottschalk Budde und Gottfried Budde als Wasserburg erbaut und nach ihnen Buddenburg genannt worden. Auf Geheiß der Grafen von der Mark musste es jedoch bald wieder abgerissen werden. Es ist unklar, ob diese Burg auf dem heutigen Burgplatz  stand.
1338 entstand eine neue Burg, ihr Besitzer war Evert Vridach. Seit der Zeit befand sich seit dem 14. Jahrhundert im Besitz der Familie von Frydag zu Buddenburg.
Um 1845 wurde als Ersatz für Vorgängerbauten vom Baumeister Ferdinand Zangerl (1813–1865) aus Bork für den Freiherrn August von Frydag (1802–1875) ein klassizistisches Schloss wenige Meter nördlich der alten Burgstelle erbaut. Es bestand aus einem Haupthaus mit laternenbekrönter Kuppel und zwei vorgelagerten zweigeschossigen Pavillons. Begrenzt wurde das Schlossgelände durch die Lippe im Westen, Süden und Osten sowie einen Graben im Norden. Vorbild war das kleinere Schloss Tegel bei Berlin.
Als 1902 der letzte Freiherr von Frydag starb, wurde der Besitz von seinem Neffen Udo von Rüxleben übernommen. In der Nacht auf den 2. Mai 1908 wurde von Rüxleben von seiner Ehefrau erschossen; diese beging anschließend Selbstmord.

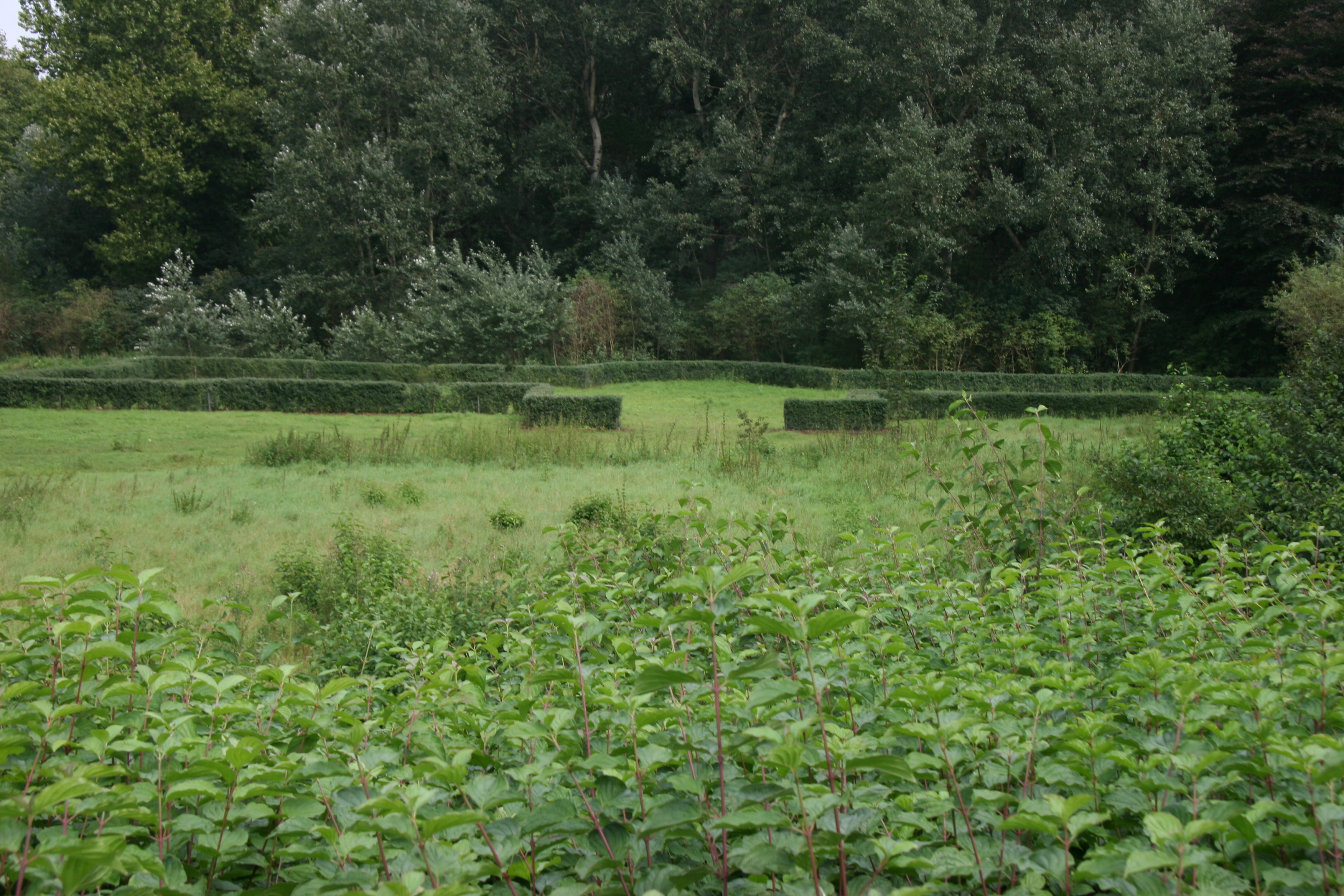
Der Standort mit der Hecke im Juli 2007

Als Lippholthausen 1914 nach Lünen eingemeindet wurde, erwarb die Stadt den Besitz von den Erben. Am 10. Januar 1934 verpachtete die Stadt Lünen das Schloss an die Nationalsozialisten, die daraus eine Feldmeisterschule des Reichsarbeitsdienstes machten. Zur Eröffnung am 29. Juni 1934 kam Adolf Hitler nach Lippholthausen und nahm auf der großen Freitreppe die Parade ab. Schon bald wurde hier der Arbeitsdienst zunehmend militarisiert. Unweit der Ausbildungsstätte an der Lippe entstand an der Moltkestraße ein Schießstand. 1938 erbauten die Vereinigten Aluminium-Werke (VAW) in unmittelbarer Nähe zum Schlosspark eine große Produktionsstätte, das Lippewerk.
1945 wurden zeitweise Vertriebene und eine Förderschule für Spätaussiedler im Schloss untergebracht. 1946 bis 1955 war in den Räumen des Schlosses die Werkkunstschule Dortmund beheimatet. Danach erwarben die Vereinigte Aluminium-Werke auch das Schloss mit Schlosspark. Offenbar sollten dadurch Nutzungskonflikte vermieden werden, denn in den 1960er und 1970er Jahren gehörte das Lippewerk zu den größten Hüttenstandorten Deutschlands, stellte pro Jahr etwa 400.000 t Aluminiumoxid und 50.000 t Aluminium her und hatte fast 2.000 Beschäftigte. Im November 1977 ließen die VAW das Schloss nach jahrzehntelanger Verwahrlosung wegen angeblicher Baufälligkeit abbrechen. Die Wirtschaftsgebäude südlich der Lippe waren bereits in den 1960ern abgerissen worden. 1987 wurden die Aluminiumoxidproduktion, 1990 die Aluminiumproduktion und 1999 auch die Kryolith-Produktion aus Rentabilitätsgründen eingestellt.
In Erinnerung an das abgerissene Schloss wurden auf dem Grundriss der alten Gebäudemauern Ligusterhecken gepflanzt, sodass der genaue Standort des Haupthauses wie auch der Nebengebäude nachvollzogen werden kann. Vom Schlossgraben ist heute nicht mehr viel zu erkennen, denn er führt kein Wasser mehr. Die alten Wege des umliegenden Schlossparks sind noch heute begehbar. Unweit des ehemaligen Schlosses erinnert die Frydagstrasse an das ehemalige Geschlecht derer von Frydag.

## Beschreibung
Eine Zeichnung von 1613 zeigt die Burg umgeben von einer Gräfte, die von einer Zugbrücke überquert wurde, auf der man zum Torhaus gelangte. Das Hauptgebäude scheint zweiflügelig gewesen zu sein. Außerdem sind zwei Wirtschaftsgebäude abgebildet. Die Absicherung nach Süden erfolgte durch die Lippe, im Norden war die Anlage durch eine Landwehr geschützt. Im 17. Jahrhundert wurde diese Seite durch einen Wassergraben verstärkt. Auf dem Urkataster von 1834 ist ein rechteckiges Hauptgebäude mit Anbau an der nordöstlichen Schmalseite zu erkennen, dass von langschmalen Gebäuden zu einer rechteckigen Anlage ergänzt wird.
Die klassizistische Schlossanlage von 1846 bestand aus einem Hauptgebäude, das einen Mittelrisaliten und vier leicht vorspringende Ecktürme aufwies. Vorgelagert waren zwei zweigeschossige Pavillons. Westlich der zum Schloss führenden Allee bestand von 1846 bis 1937 ein Privatfriedhof. Südlich der Lippe standen die Wirtschaftsgebäude.

## Abbildungen

### Zustand im Frühjahr 1977

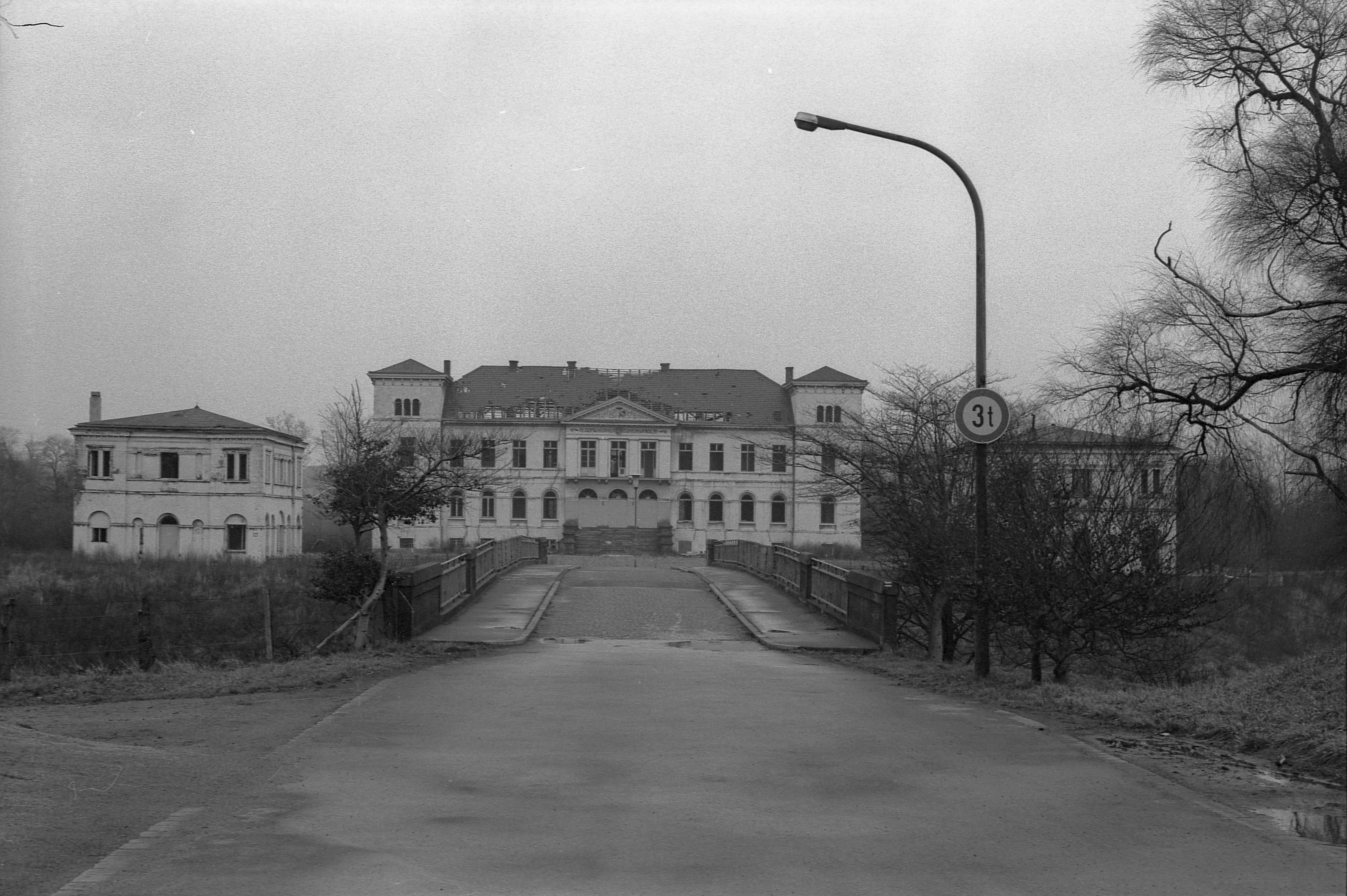
Blick über die Lippebrücke auf Haupthaus und Pavillons
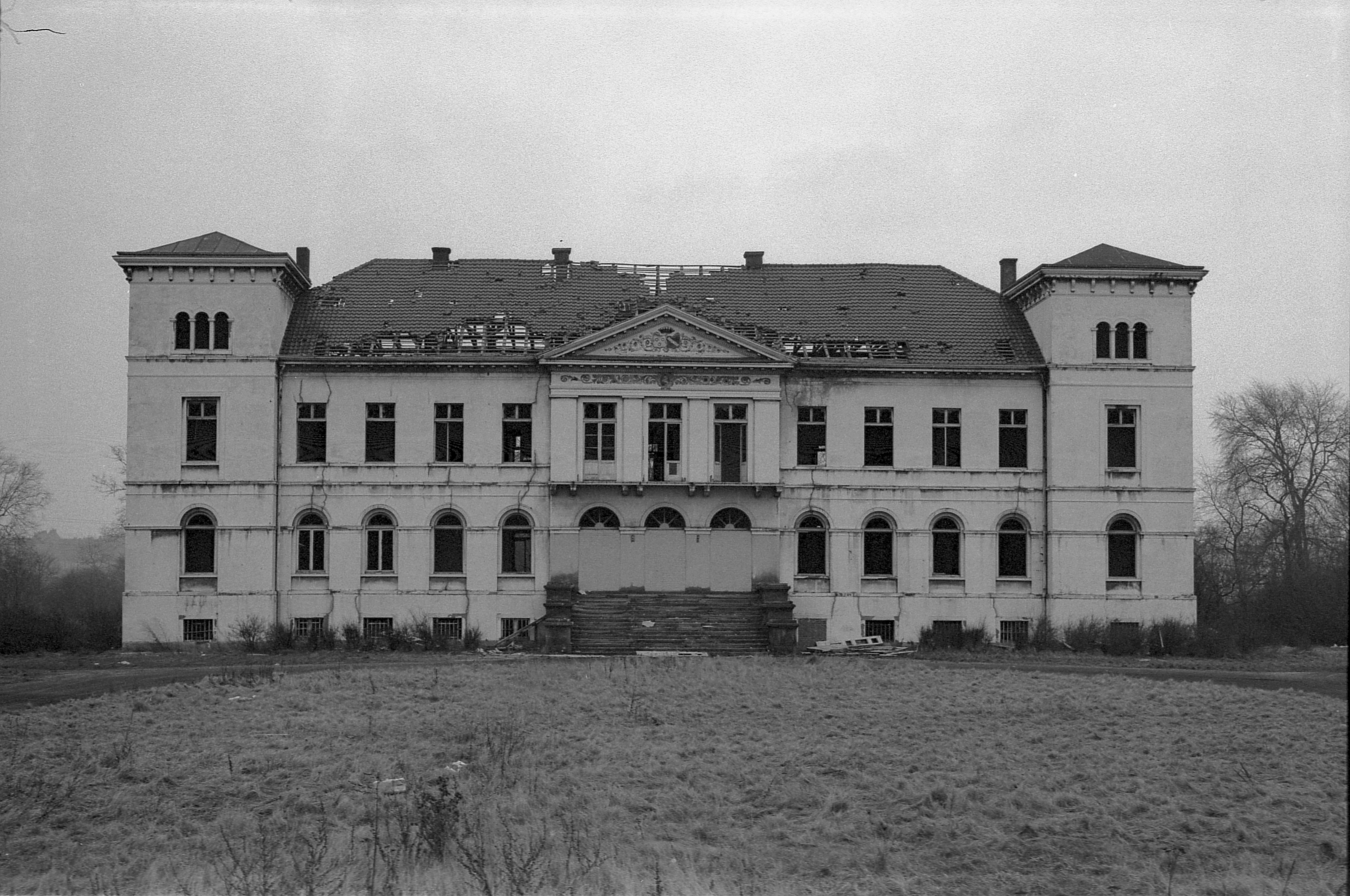
Frontalansicht Haupthaus – Dach noch teilweise gedeckt
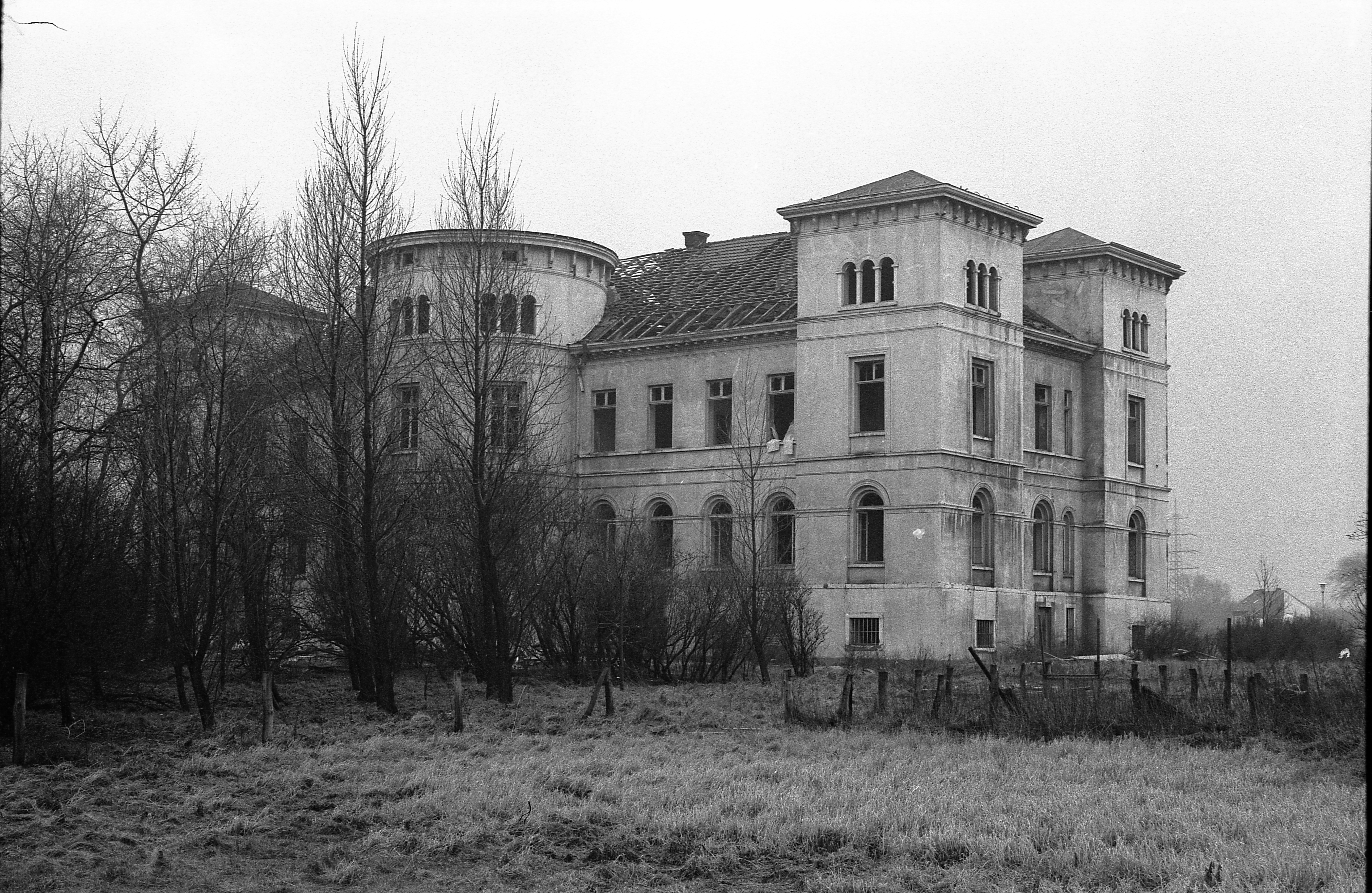
Haupthaus von Nordwesten
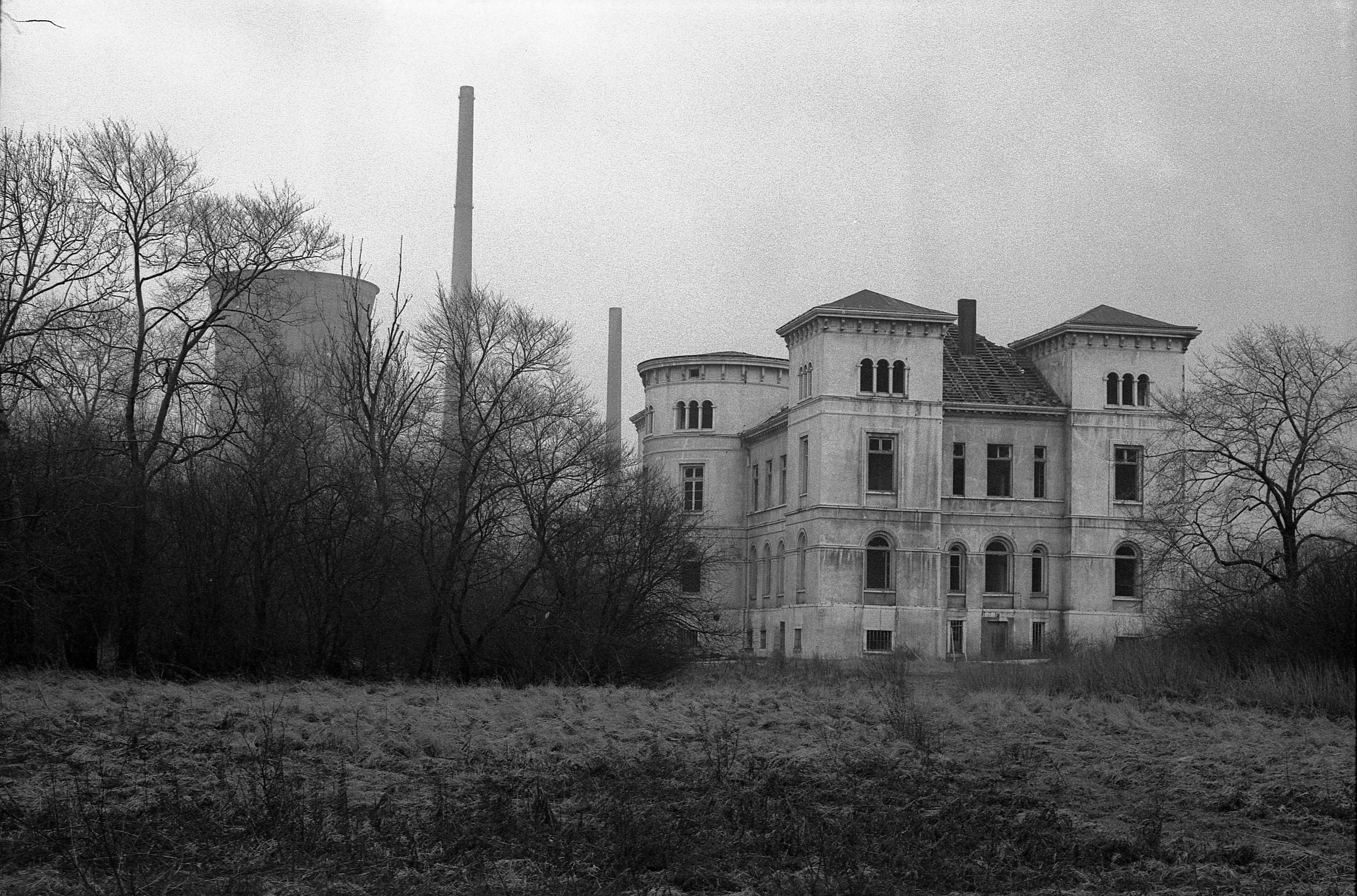
Haupthaus von Westen
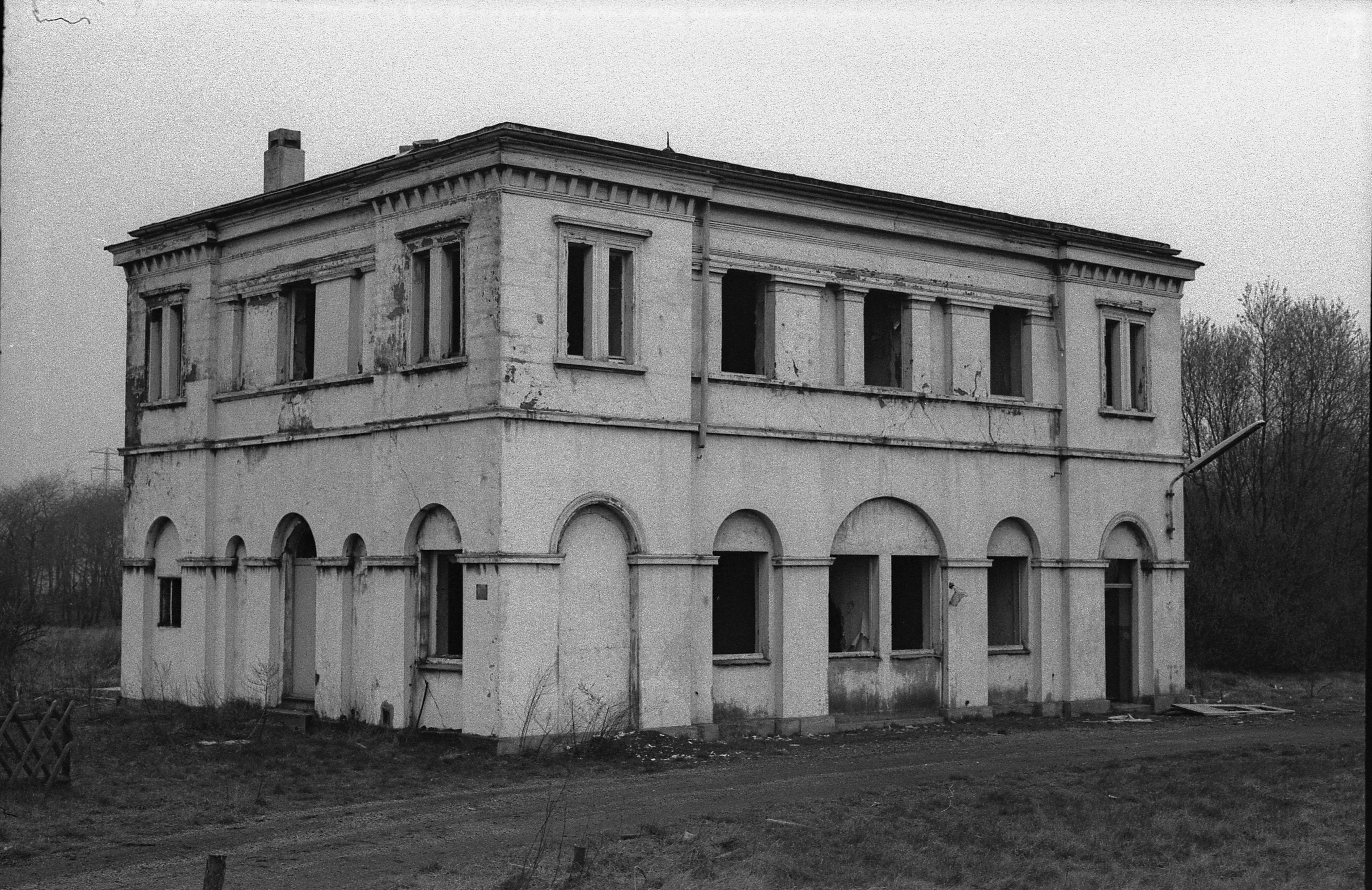
Westlicher Pavillon
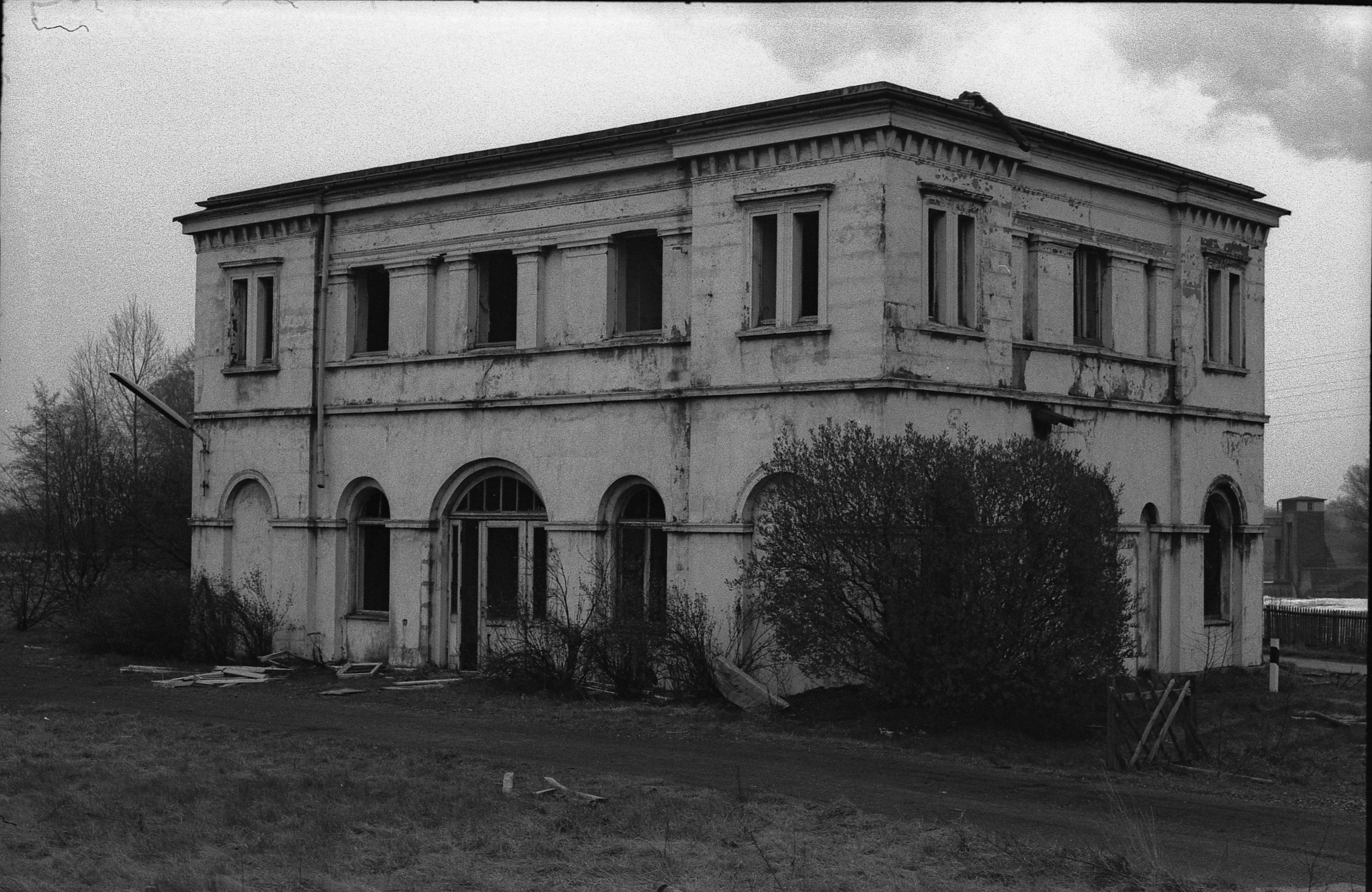
Östlicher Pavillon

### Abbruch im Herbst 1977

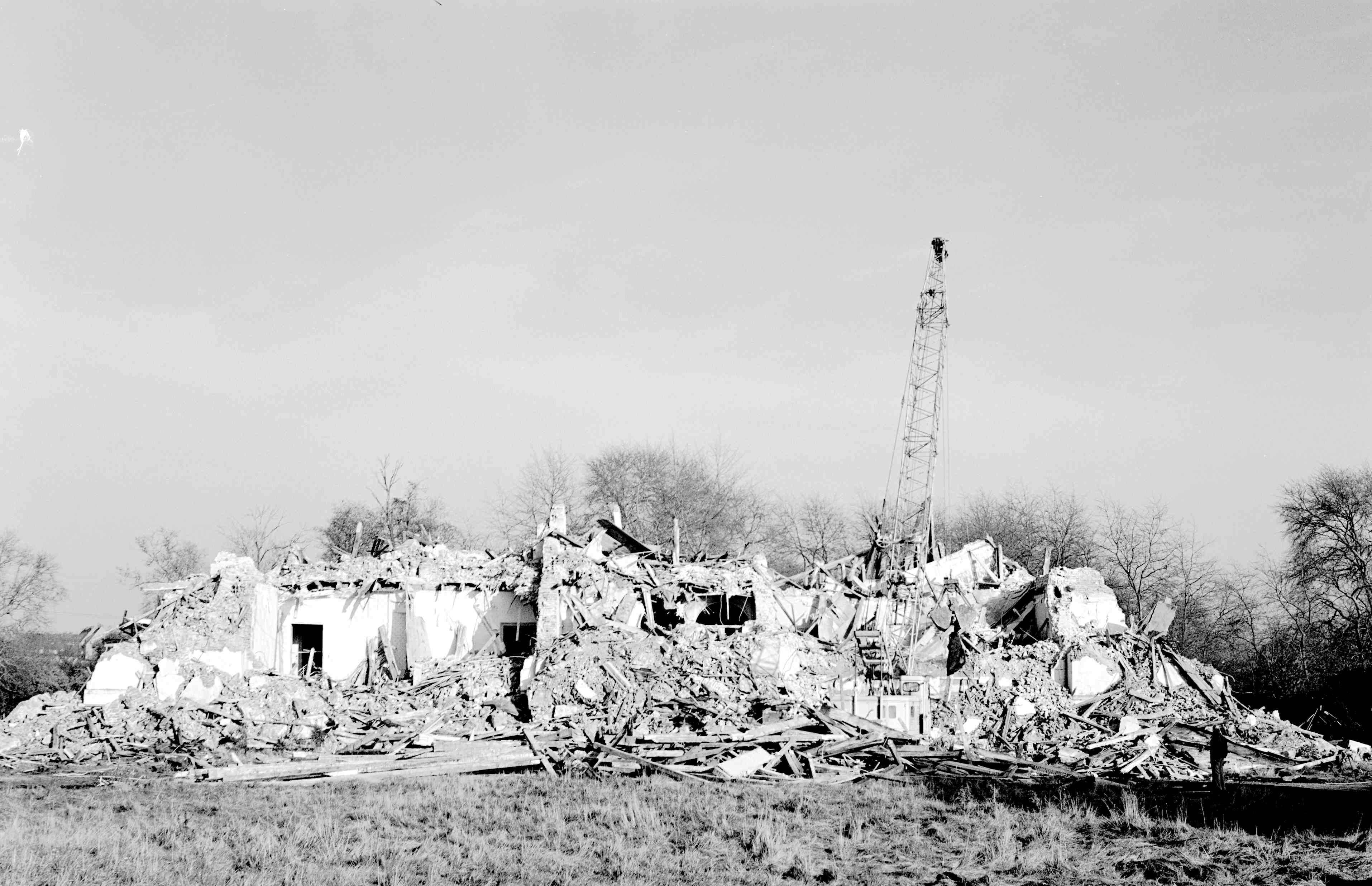
Frontalansicht Haupthaus
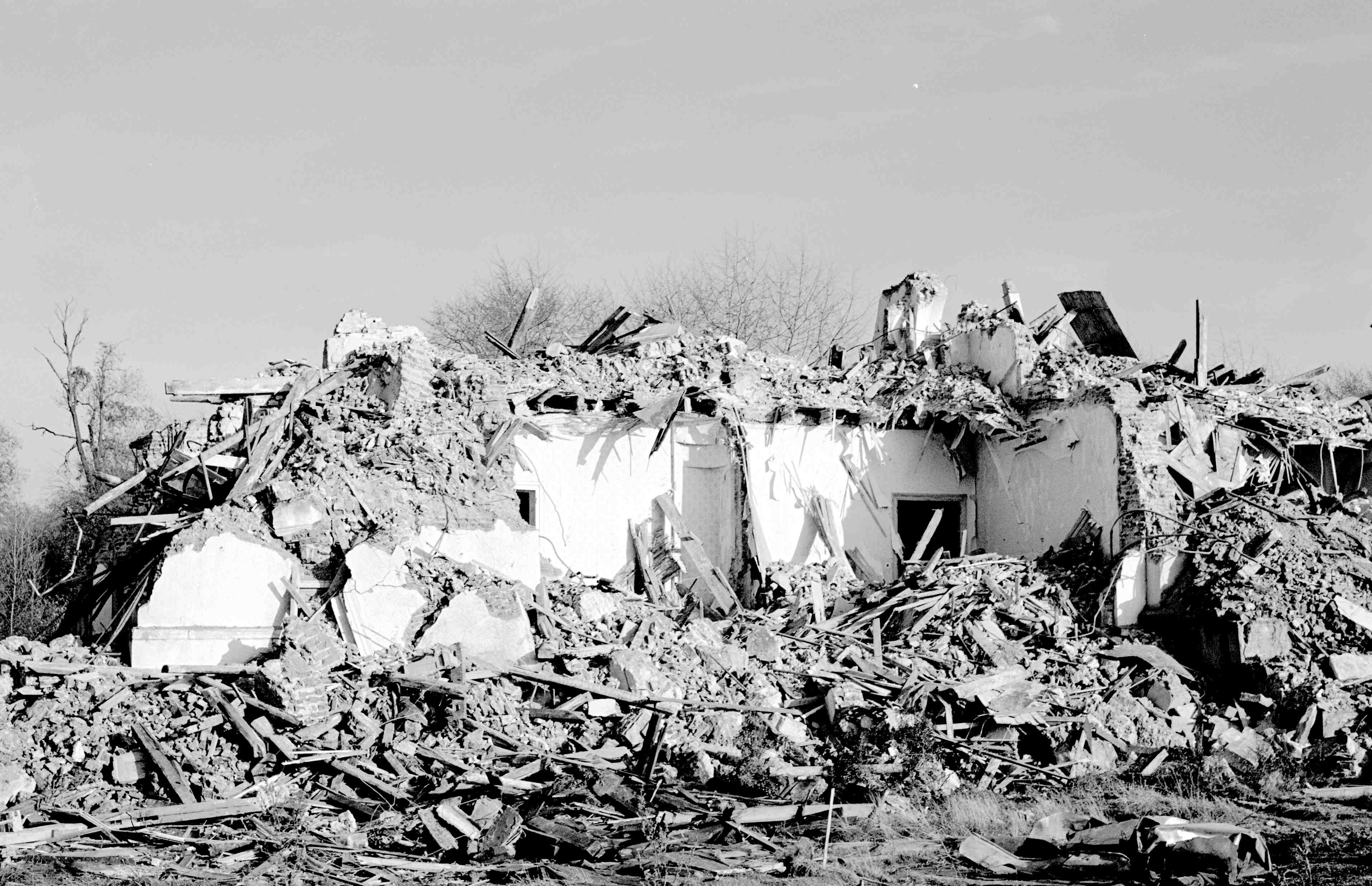
Seitenansicht Haupthaus
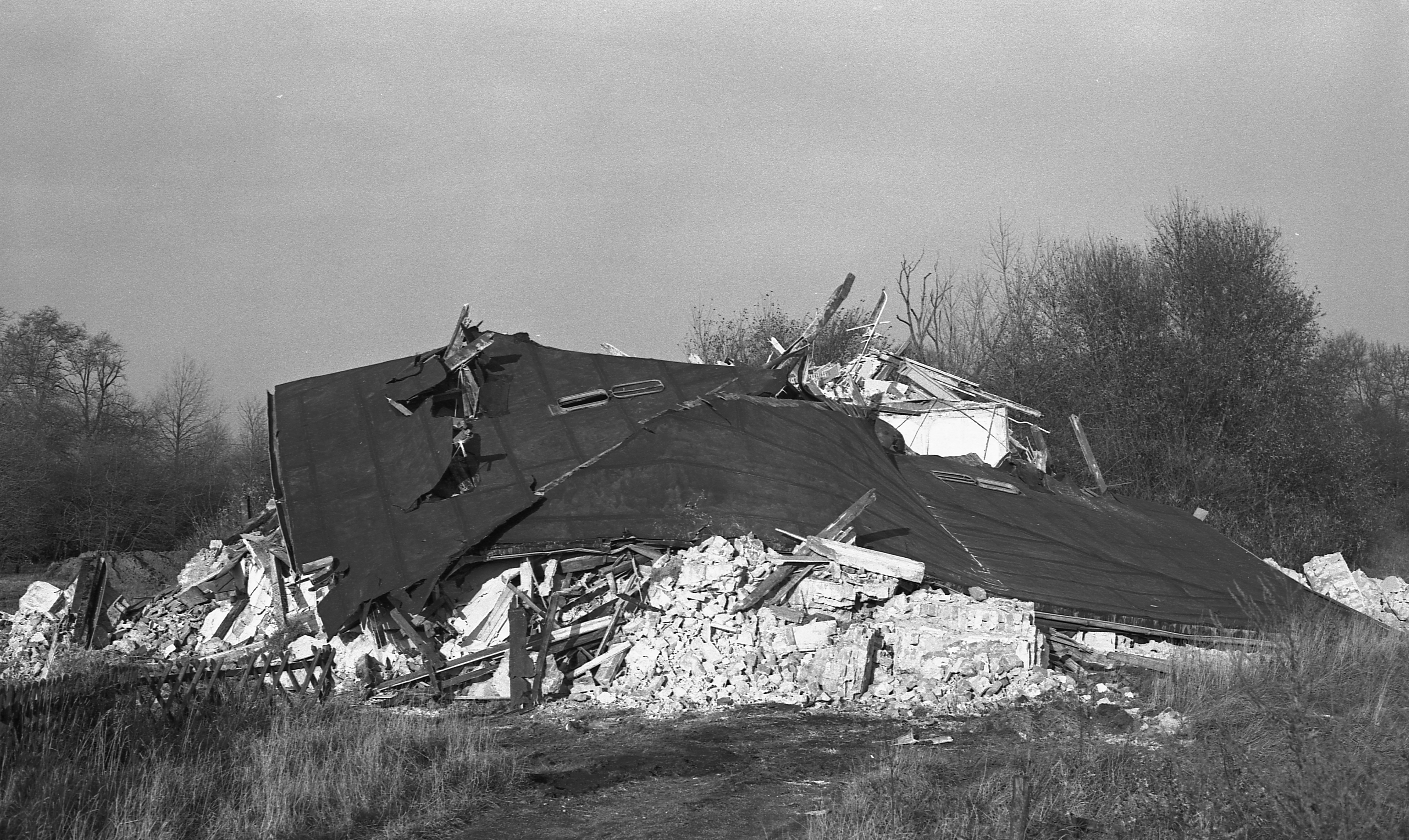
Westlicher Pavillon